# Enrico Besta

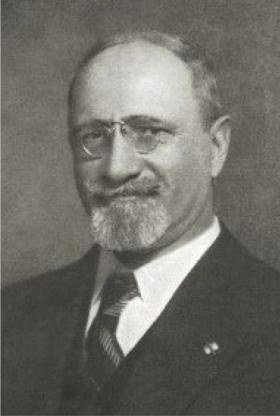
Porträtfoto aus den 1930er Jahren

Enrico Besta (* 29. Juni 1874 in Tresivio; † 12. Juli 1952 in Mailand) war ein italienischer Rechts- und Wirtschaftshistoriker. Seine Schwerpunkte lagen auf der Rechtsgeschichte zwischen Spätantike und Neuzeit, der mittelalterlichen Geschichte Sardiniens, der Staatsorganisation und -finanzierung der Republik Venedig. Er verfasste aber auch immer wieder Untersuchungen zu einzelnen Quellen und zur Regionalgeschichte.
Besta studierte Rechtsgeschichte an der Universität Padua. 1898 wurde er als Professor an die Universität Sassari berufen. Er wechselte 1904 an die Universität Palermo, 1909 folgte er einem Ruf an die Universität Pisa und 1924 an die Universität Mailand.
1908/09 erschien sein zweibändiges Überblickswerk La Sardegna medievale, 1930 Fonti del diritto italiano dalla caduta dell'impero romano sino ai tempi nostri. Schon vor der Jahrhundertwende begann er zusammen mit Giovanni Monticolo mit der Herausgabe der Kapitularien der venezianischen Zünfte (arti). Auf dem Gebiet der venezianischen Geschichte des Rechtes und der staatlichen Organe veröffentlichte er ein bedeutendes Werk zum Senat. Bis 1899 entstand ein Werk zum venezianischen Strafrecht. Bis 1912 entstand als weiteres Grundlagenwerk sein Band zur insgesamt dreibändigen Geschichte der venezianischen Staatsfinanzen unter dem Titel Bilanci generali della Repubblica di Venezia.
1938 edierte er Quellen zur italienischen Rechtsgeschichte, 1946 folgte eine Darstellung zur antiken Rechtsgeschichte. In seinen letzten Jahren befasste er sich mit der Geschichte des Gebietes um Chiavenna und das Veltlin.
1952 wurde Besta noch Consigliere des damals von Giuseppe Ermini gegründeten Centro Italiano di Studi sull'Alto Medioevo in Spoleto. Korrespondierendes Mitglied der Accademia dei Lincei war er seit 1928, socio nazionale seit 1946.

## Publikationen (Auswahl)

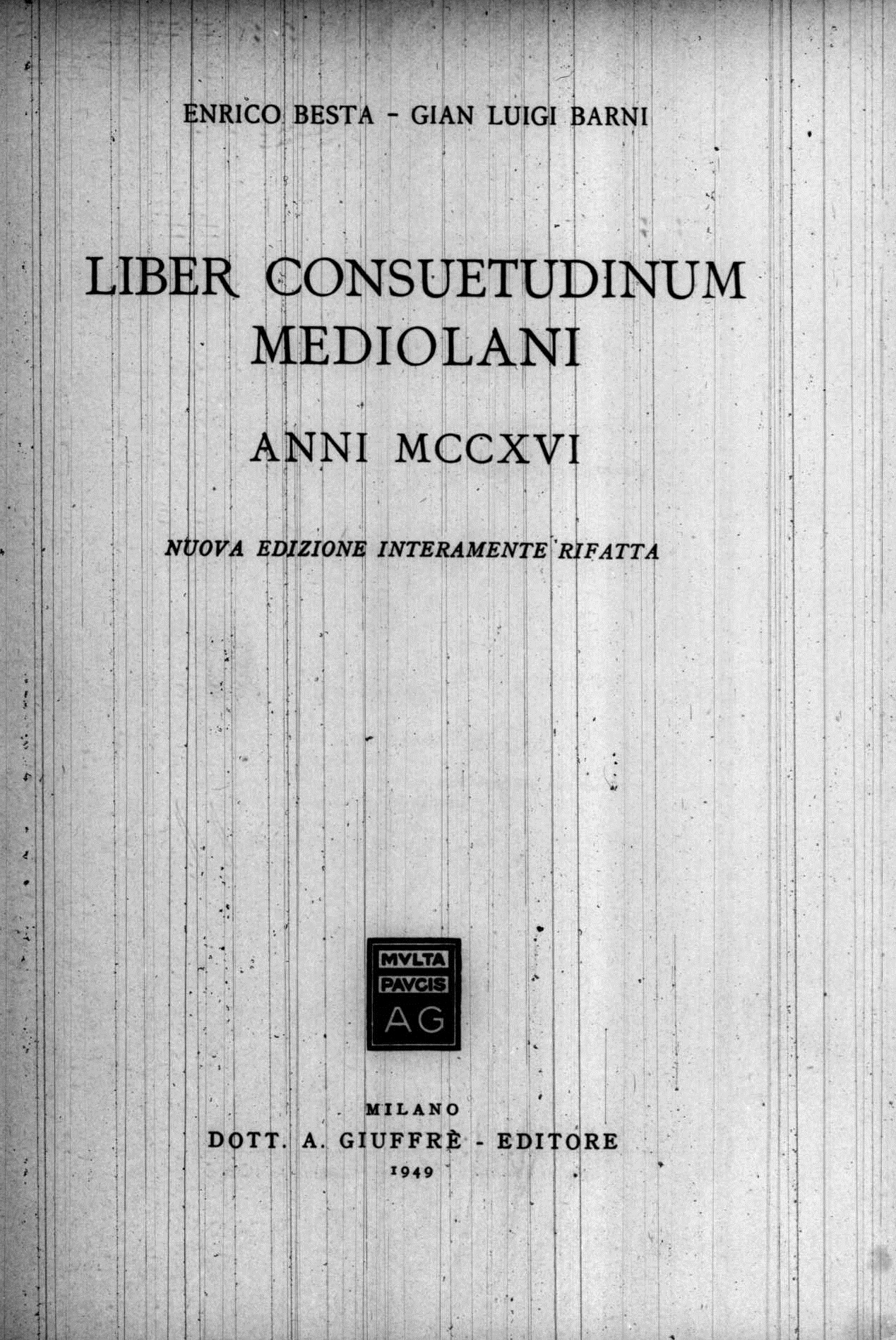
Liber consuetudinum Mediolani anni 1216, 1949

- mit Giovanni Monticolo (Hrsg.): I capitolari delle Arti veneziane sottoposte alle "Giustizia" e poi alla "Giustizia vecchia" dalle origini al 1330, 3 Bde., Rom 1896–1914.
- Jacopo Bertaldo e lo splendor venetorum civitatis consuetudinum, Visentini, Venedig 1897.
- Il senato veneziano (origine, costituzione, attribuzioni e riti), Venedig 1899, Nachdruck Filippi, Venedig 2009.
- Appunti per la storia del diritto penale nel dogado veneziano innanzi al 1232, Società editrice libraria, Mailand 1899.
- La cattura dei Veneziani in Oriente per ordine dell'imperatore Emanuele Comneno e le sue conseguenze nella politica interna ed esterna del Comune di Venezia, Castaldi, 1900 (Vertreibung der Venezianer auf Anordnung Kaiser Manuels I. im Jahr 1171).
- Per la storia del Giudicato di Cagliari al principiare del secolo decimoterzo, Tipografia e libreria Gallizzi, Sassari 1901 (zur Geschichte Sardinien).
- Gli statuti civili di Venezia anteriori al 1242, Federico Visentini, Venedig 1901.
- La legislazione medievale di Sardegna, Boccone del Povero, Palermo 1908.
- Bilanci generali della Repubblica di Venezia, Venedig 1912.
- Sulla composizione della Cronaca veneziana attribuita al diacono Giovanni, in: Atti del Reale Istituto veneto di scienze, lettere ed arti 73 (1914) 775–802.
- I trucchi della cosidetta cronaca Altinate in: Atti del R. Istituto Veneto LXXIV (1914/15) 275–330.
- Problemi monetari veneziani (fino a tutto il secolo XIV), Padua 1937.
- Fonti del diritto italiano dalla caduta dell'impero romano sino ai tempi nostri, CEDAM, Padua 1938.
- Bormio antica e medioevale e le sue relazioni con le potenze finitime, Giuffrè, Mailand 1945.
- Avviamento allo studio della storia del diritto italiano, Giuffrè, Mailand 1946.
- Il diritto internazionale nel mondo antico, Giuffrè, Mailand 1946.
- Storia della Valtellina e della Val Chiavenna, Bd. 1: Dalle Origini alla Occupazione Grigiona, 2. Aufl., Giuffrè, Mailand 1955.